# Oxylos (syn Haimóna)
Oxylos (starořecky Ὄξυλος, latinsky Oxylus) je v řecké mytologii syn Haimóna, syna Thoanta. (nebo podle jiné verze syn Andraimóna)

## Mytologie
Oxylos z rodu Heraklovců, byl králem v Aitólii. Odtud však musel odejít do vyhnanství z důvodu neúmyslného zabití svého bratra Thermia, jehož na hrách v Thébách zabil nešikovně vrženým diskem. (nebo podle jiné verze Alkidoka, syna Skopal).
V době kdy se Dórové s Heraklovci chystali na další pokus dobýt Peloponés, setkal se Oxylos při putování s jedním z jejich vůdců Temenosem, synem Aristomacha, kterému věštba doporučila, aby si za vůdce zvolili trojokého a tak si zajistili úspěch vojenské výpravy. Jelikož Oxylos putoval krajinou na koni (nebo oslu), který měl jedno oko, Temenos ihned pochopil, že se věštba vztahuje na něj a následně ho přesvědčil, aby se k nim přidal.
Po úspěchu vojenské výpravy ho odměnou za podporu zvolili za krále Élidy, úrodné země na severozápadě Peloponésu. Jakmile se Oxylos stal králem, uspořádal v Olympii hry, které tam kdysi založil Herakles (nebo Pelops) a znovu je vrátil do povědomí lidí. Hry v Olympii se však po smrti Oxyla pro rozbroje v Řecku opět nekonaly. Obnovil je až jeho pozdější potomek, élidský král Ifitos.
Oxylos se oženil s Pieriou a měl s ní dva syny, Aitola a Laia. Aitola, který zemřel mladý, rodiče pohřbili nedaleko Olympie a jejich druhý syn Laias se stal dědicem trůnu.